# Campionato jugoslavo di pallamano maschile
Il campionato jugoslavo di pallamano maschile era l'insieme dei tornei istituiti ed organizzati dalla Federazione di pallamano della Jugoslavia.
Furono disputate 39 edizioni di torneo dal 1952 al 1991.
La squadra che vanta il maggior numero di campionati vinti è il Partizan Bjelovar con 9 titoli, a seguire ci sono l'RK Borac Banja Luka e l'RK Metaloplastika Sabac con 7.

## Statistiche

### Albo d'oro
| Edizione    | Vincitore            | N° Titolo | 2º classificato | Note |
| ----------- | -------------------- | --------- | --------------- | ---- |
| 1952 - 1953 | Medveščak            | 1º titolo |                 |      |
| 1953 - 1954 | Medveščak            | 2º titolo |                 |      |
| 1954 - 1955 | Stella Rossa         | 1º titolo |                 |      |
| 1955 - 1956 | Stella Rossa         | 2º titolo |                 |      |
| 1956 - 1957 | Zagabria             | 1º titolo |                 |      |
| 1957 - 1958 | Partizan Bjelovar    | 1º titolo |                 |      |
| 1958 - 1959 | Borac Banja Luka     | 1º titolo |                 |      |
| 1959 - 1960 | Borac Banja Luka     | 2º titolo |                 |      |
| 1960 - 1961 | Partizan Bjelovar    | 2º titolo |                 |      |
| 1961 - 1962 | Zagabria             | 2º titolo |                 |      |
| 1962 - 1963 | Zagabria             | 3º titolo |                 |      |
| 1963 - 1964 | Medveščak            | 3º titolo |                 |      |
| 1964 - 1965 | Zagabria             | 4º titolo |                 |      |
| 1965 - 1966 | Medveščak            | 4º titolo |                 |      |
| 1966 - 1967 | Partizan Bjelovar    | 3º titolo |                 |      |
| 1967 - 1968 | Partizan Bjelovar    | 4º titolo |                 |      |
| 1968 - 1969 | Stella Rossa         | 3º titolo |                 |      |
| 1969 - 1970 | Partizan Bjelovar    | 5º titolo |                 |      |
| 1970 - 1971 | Partizan Bjelovar    | 6º titolo |                 |      |
| 1971 - 1972 | Partizan Bjelovar    | 7º titolo |                 |      |
| 1972 - 1973 | Borac Banja Luka     | 3º titolo |                 |      |
| 1973 - 1974 | Borac Banja Luka     | 4º titolo |                 |      |
| 1974 - 1975 | Borac Banja Luka     | 5º titolo |                 |      |
| 1975 - 1976 | Borac Banja Luka     | 6º titolo |                 |      |
| 1976 - 1977 | Partizan Bjelovar    | 8º titolo |                 |      |
| 1977 - 1978 | SD Željezničar       | 1º titolo |                 |      |
| 1978 - 1979 | Partizan Bjelovar    | 9º titolo |                 |      |
| 1979 - 1980 | Slovan Lubiana       | 1º titolo |                 |      |
| 1980 - 1981 | Borac Banja Luka     | 7º titolo |                 |      |
| 1981 - 1982 | Metaloplastika Šabac | 1º titolo |                 |      |
| 1982 - 1983 | Metaloplastika Šabac | 2º titolo |                 |      |
| 1983 - 1984 | Metaloplastika Šabac | 3º titolo |                 |      |
| 1984 - 1985 | Metaloplastika Šabac | 4º titolo |                 |      |
| 1985 - 1986 | Metaloplastika Šabac | 5º titolo |                 |      |
| 1986 - 1987 | Metaloplastika Šabac | 6º titolo |                 |      |
| 1987 - 1988 | Metaloplastika Šabac | 7º titolo |                 |      |
| 1988 - 1989 | Zagabria             | 5º titolo |                 |      |
| 1989 - 1990 | Proleter Zrenjanin   | 1º titolo |                 |      |
| 1990 - 1991 | Zagabria             | 6º titolo |                 |      |

### Riepilogo vittorie per club
| Numero | Club                 | Anni                                                                            |
| ------ | -------------------- | ------------------------------------------------------------------------------- |
| 9      | Partizan Bjelovar    | 1957-58, 1960-61, 1966-67, 1967-68, 1969-70, 1970-71, 1971-72, 1976-77, 1978-79 |
| 7      | Metaloplastika Šabac | 1981-82, 1982-83, 1983-84, 1984-85, 1985-86, 1986-87, 1987-88                   |
| 7      | Borac Banja Luka     | 1958-59, 1959-60, 1972-73, 1973-74, 1974-75, 1975-76, 1980-81                   |
| 6      | Zagabria             | 1956-57, 1961-62, 1962-63, 1964-65, 1988-89, 1990-91                            |
| 4      | Medveščak            | 1952-53, 1953-54, 1963-64, 1965-66                                              |
| 3      | Stella Rossa         | 1954-55, 1955-56, 1968-69                                                       |
| 1      | Proleter Zrenjanin   | 1989-90                                                                         |
| 1      | Slovan Lubiana       | 1979-80                                                                         |
| 1      | SD Željezničar       | 1977-78                                                                         |